# Лернер, Ави
Ави Лернер (англ. Avi Lerner, ивр. אבי לרנר‎; род. 13 октября 1947, Израиль) — американский продюсер и сценарист.

## Биография
Ави Лернер родился и вырос в Израиле. В начале своей карьеры он работал управляющим первым израильским кинотеатром под открытым небом. Затем приобрёл сеть кинотеатров и спродюсировал несколько малобюджетных фильмов. Лернер предвидел расцвет видеопроката в 1979 году, поэтому он основал самую большую в Израиле дистрибьюторскую компанию, специализировавшуюся на видео. Он также стал партнёром самой крупной в стране театральной дистрибьюторской компании.
В 1984 году Лернер выступил исполнительным продюсером ремейка «Копи царя Соломона» в Зимбабве и сиквела «Аллан Куотермейн и потерянный город золота». Позже Ави продал свою израильскую компанию и переехал в Йоханнесбург (ЮАР), где основал Nu Metro Entertainment Group. Параллельно он продолжал владеть кинотеатрами, занимался кинопроизводством, а также распространением видео с помощью больших студий и независимых компаний. В Зимбабве и Южной Африке благодаря ему было снято более 60 фильмов, которые разлетелись по всему миру.
Позже Лернер продал Nu Metro и перешёл в компанию MGM United Artists, продолжая продюсировать фильмы. Год спустя он переехал в Лос-Анджелес, где вместе с Дэнни Димбортом, Тревором Шортом и Дэнни Лернером основал студию Nu Image. Компания выпустила ряд успешных картин и завоевала репутацию надёжного производителя и дистрибьютора крупных и малобюджетных проектов для международного и внутреннего рынка.
В 1996 году Nu Image организовала студию Millennium Films с целью удовлетворить растущий спрос на качественные независимые и высокобюджетные картины. Nu Image продолжала насыщать международный рынок видео для домашнего просмотра.
Под эгидой Millennium films Лернер выступил продюсером ряда фильмов, среди которых «Одинокие сердца» с Джоном Траволтой, «Чёрная орхидея» с Хилари Суонк, «16 кварталов» с Брюсом Уиллисом, «88 минут» с Аль Пачино, «Контракт» с Морганом Фриманом, «Рэмбо IV» с участием Сильвестра Сталлоне в качестве режиссёра и актёра, «Право на убийство» с Аль Пачино и Робертом Де Ниро.
На сегодняшний день Ави Лернер и его компании Nu Image и Millennium Films ежегодно финансируют, продюсируют и распространяют 15-18 фильмов с бюджетом от 3 до 60 миллионов долларов. Съёмки ведутся по всему миру.

## Фильмография

### Продюсер
- Аллан Куотермейн и потерянный город золота (1986)
- Американский ниндзя 2: Столкновение (1987)
- Гор (1987)
- Драгонард (1987)
- Хозяин холма Драгонард (1987)
- Не смыкая глаз (1987)
- Инопланетянка из Лос-Анджелеса (1988)
- Путешествие к центру Земли (1988)
- Ярость в плену  (1988)
- Бандиты с планеты Гор (1988)
- Командир взвода (1988)
- Американский ниндзя 3: Кровавая охота (1989)
- Падение дома Ашеров (1989)
- Река смерти (1989)
- Маска красной смерти (1989)
- Похороненный заживо (1989)
- Американский ниндзя 4: Полное уничтожение (1990)
- Леди терминатор (1993)
- Киборг-полицейский (1993)
- Точка нанесения удара (1993)
- Двойное подозрение (1994)
- Жрица страсти (1994)
- Последний ковбой (1994)
- Частные уроки 2 (1994)
- Свободное падение (1994)
- Хороший человек в Африке (1994)
- Киборг-полицейский 2 (1994)
- Никогда не сдавайся (1994)
- Проект «Охотник за тенью» 2 (1994)
- Лунный полицейский (1995)
- Безумие (1995)
- Найти и уничтожить (1995)
- Последнее слово (1995)
- Прощения нет (1995)
- Бессмертные (1995)
- Киборг-полицейский 3 (1995)
- Опасная зона (1995)
- Приговор времени (1996)
- Последние дни Фрэнки по прозвищу «Муха» (1996)
- Лесной воин (1996)
- Охота на пришельца (1996)
- Страшный суд (1996)
- Правила игры (1997)
- Торговец смертью (1997)
- Американское совершенство (1997)
- Крыша мира (1997)
- Миротворец (1997)
- Темные лошадки (1997)
- Город террора (1998)
- Разрыв (1998)
- Сердце предателя (1999)
- Четвертый этаж  (1999)
- Ритм (2000)
- Взлом (2000)
- Как убить соседскую собаку? (2000)
- Чрезвычайный отряд (2000)
- Репликант (2001)
- Нация прозака (2001)
- Щупальца 2 (2001)
- Тайна ордена (2001)
- Тяжелые деньги (2001)
- Крокодил 2: Список жертв (2002)
- Под откос (2002)
- Обсуждению не подлежит (2002)
- Семнадцатилетние (2002)
- Хозяева подземелий (2003)
- В аду (2003)
- Урок выживания (2003)
- Охотник за пришельцами (2003)
- Слепой горизонт (2003)
- Тень страха (2004)
- Контроль (2004)
- Эдисон (2005)
- Механик (2005)
- Конец игры (2006)
- Одинокие сердца (2006)
- Странные родственники (2006)
- Контракт (2006)
- 16 кварталов (2006)
- Неоспоримый 2 (2006)
- Черная орхидея (2006)
- Плетеный человек (2006)
- Dом Zомби (2006)
- Дом храбрых (2006)
- 88 минут (2007)
- Жизнь и смерть Бобби Зи (2007)
- Мой папа псих  (2007)
- До смерти (2007)
- Когда Ницше плакал (2007)
- Приключения пса (2007)
- Чистильщик (2007)
- Блондинка с амбициями (2007)
- Смертельный удар (2008)
- Рэмбо IV (2008)
- Игра по-крупному (2008)
- Новый парень моей мамы (2008)
- Шальные деньги (2008)
- Право на убийство (2008)
- Кинозвезда в погонах (2008)
- Тихо, как воры (2009)
- Бруклинские полицейские (2009)
- Временно беременна (2009)
- Опасная гастроль (2009)
- Плохой лейтенант (2009)
- Травка (2009)
- Ниндзя (2009)
- Фальшивая личина (2009)
- Неоспоримый 3 (2010)
- Неудержимые (2010)
- Стоун (2010)
- Сумасшедшая езда (2011)
- Механик (2011)
- Опасный квартал (2011)
- Конан-варвар (2011)
- Что скрывает ложь (2011)
- Газетчик (2012)
- Неудержимые 2 (2012)
- Ледяной (2012)
- Медальон (2012)
- Мужчина нарасхват (2012)
- Техасская резня бензопилой 3D (2013)
- Большая свадьба (2013)
- Когда я умирала (2013)
- Падение Олимпа (2013)
- Лавлэйс (2013)
- Ниндзя 2 (2013)
- Последний рубеж (2013)
- Сезон убийц (2013)
- Геракл: Начало легенды (2013)
- Прежде, чем я усну (2014)
- Неудержимые 3 (2014)
- Хорошие люди (2014)
- Страховщик (2014)
- Обитель проклятых (2014)
- Унижение (2014)
- Оставшийся в живых (2015)
- Падение Лондона (2016)
- Механик: Воскрешение (2016)
- Неоспоримый 4 (2017)
- Рэмбо: Последняя кровь (2019)